# أنطوان بيانكي
أنطوان بيانكي هو فرنسي الجنسية ثاني رئيس لنادي الزمالك.